# مايكل ترووغتون
مايكل ترووغتون (بالإنجليزية: Michael Troughton)‏ هو كاتب وممثل بريطاني، ولد في 2 مارس 1955 في المملكة المتحدة.

## وصلات خارجية
- مايكل ترووغتون على موقع IMDb (الإنجليزية)
- مايكل ترووغتون على موقع ميوزك برينز (الإنجليزية)
- مايكل ترووغتون على موقع قاعدة بيانات الفيلم (الإنجليزية)